# System penitencjarny

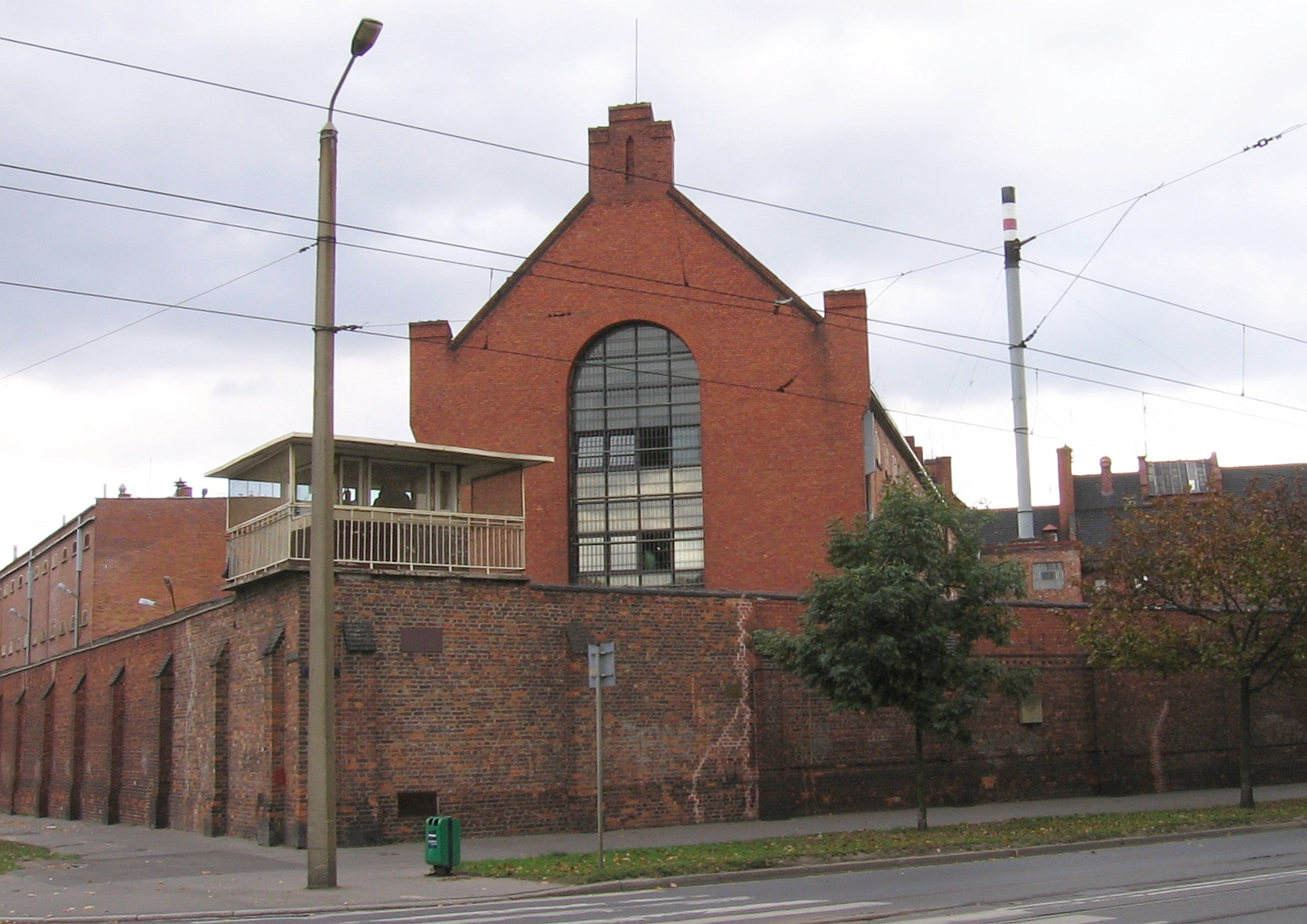
Więzienie we Wrocławiu przy ul. Kleczkowskiej, widok od ul. Reymonta

System penitencjarny, system więzienny, więziennictwo - system instytucji poświęconych odbywaniu kary pozbawienia wolności, zintegrowany i obejmujący wiele instytucji, na określonym obszarze.

## Charakterystyka
Na system penitencjarny składają się:
- zespół przepisów prawnych regulujących więziennictwo i sposób odbywania kary,
- zespół instytucji penitencjarnych,
- sposób urządzenia zakładów karnych (ich architektura, zabezpieczenia techniczno-obronne, system kontroli i nadzoru, zarządzanie, relacje między uwięzionymi a kadrą),
- warunki kadrowe i materialne zakładów karnych,
- cele, które mają realizować instytucje więzienne.

## Historia

### Początki

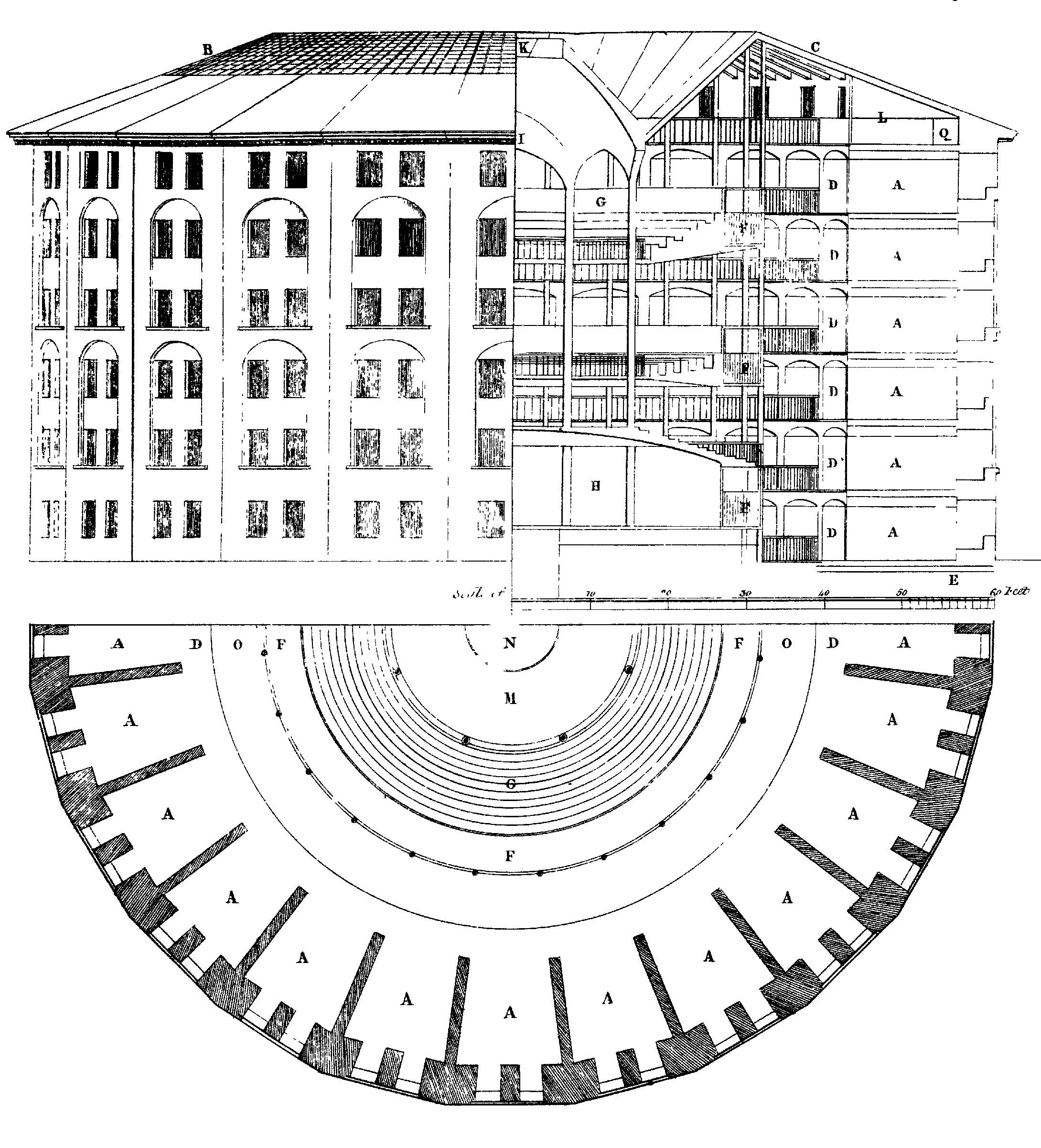
Projekt panoptikonu Jeremy'ego Benthama (1791).

Pierwsze systemy penitencjarne powstały pod koniec XVIII w. Wcześniej, sposób odbywania kary więzienia zależał od lokalnych warunków i zwyczajów. Warunki działania różnych instytucji więziennych były więc bardzo różne. Kara więzienia nie służyła realizacji innych celów niż izolacyjne. 
Od XVI w. w Anglii i Holandii zaczęły powstawać pojedyncze instytucje więzienne, które miały również na celu poprawę (resocjalizację) więźniów (domy poprawy, domy pracy przymusowej, zakłady amsterdamskie). Były to jednak instytucje odrębne i nie tworzyły systemu penitencjarnego. Dążenie do reformy więziennictwa ze względów humanitarnych było też ważną częścią społecznej doktryny kwakrów. W 1682 przywódca kwakrów William Penn na mocy przywileju królewskiego założył Pensylwanię, w której starał się wprowadzić szereg nowych rozwiązań instytucjonalnych, m.in. ograniczenie kary śmierci i kar cielesnych, oraz wprowadzenie odrębnych cel (pomagających w skupieniu na przemianie wewnętrznej i uniemożliwiających demoralizację wzajemną osadzonych), oraz nastawienie na poprawę moralną, edukację religijną i pracę więźniów. Śmierć Penna w 1718 zakończyła próby wprowadzenia tych reform. 
W epoce oświecenia rozwinęły się humanitarne i reformatorskie idee dotyczące więziennictwa i polityki karnej, zgodnie z którymi kara powinna realizować racjonalne cele, m.in. unikać niepotrzebnego cierpienia i dążyć do poprawy więźnia. W 1777 John Howard napisał wpływowy raport, podsumowujący jego obserwacje o stanie więzień w Europie: State of the Prisons. Wskazywał w nim, że należy zaprzestać dotychczasowych form odbywania kary więzienia. Więźniom powinno pozostawić się nadzieję powrotu do życia w społeczeństwie, umożliwić im kształcenie, poprawę moralną i wychowanie religijne oraz włączać w wykonywanie użytecznych społecznie prac. Warunki sprawowania kary (sanitarne, lokalowe, związane z opieką zdrowotną) powinny być też poprawione.
Drugi z angielskich reformatorów: Jeremy Bentham zaproponował racjonalizację sposobu odbywania kary w duchu utylitaryzmu. Służyć temu miała m.in. nowa architektura więzienna. W pracy Panopticon or the inspection house (1791) Bentham opisał projekt panoptykonu – więzienia w kształcie rotundy, z centralnie umieszczoną wieżą strażniczą i indywidualnymi celami wokół krawędzi. W ten sposób, więźniowie umieszczeni w indywidualnych celach mogli być obserwowani przez nielicznych strażników, nie demoralizujac się nawzajem.

### System celkowy (pensylwański)

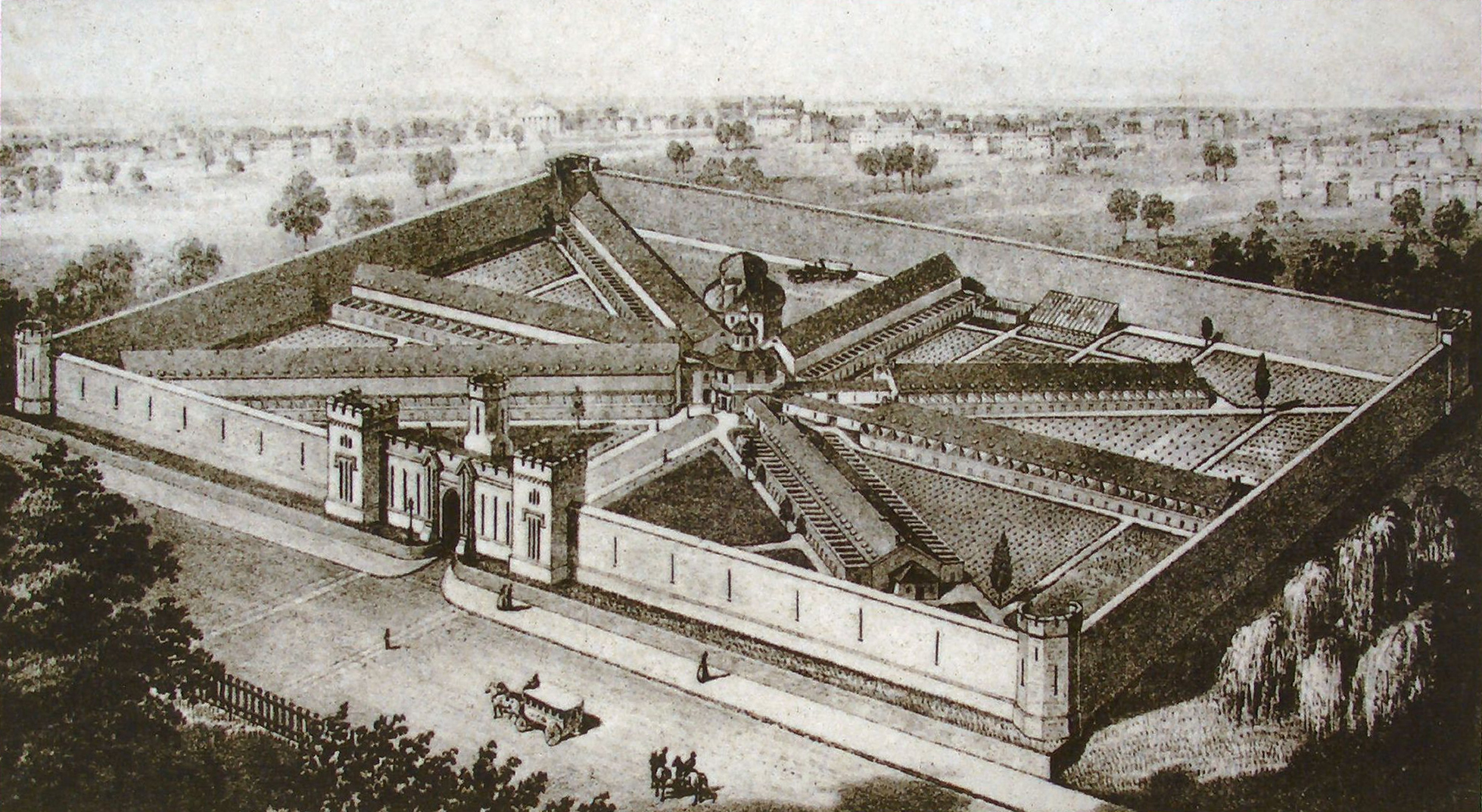
Eastern State Penitentiary w 1855.

W ten sposób ukształtowała się idea nowego więzienia, w którym więźniowie odbywają karę pozbawienia wolności w indywidualnych celach, gdzie warunki odbywania kary są humanitarne, ale ich kontakty są ograniczone. Panowało przekonanie, że skłonności przestępcze przenoszone są  poprzez wzajemne kontakty („zarażanie” przestępczością i demoralizacją) stąd konieczna jest całkowita izolacja więźniów.
Ostatecznie, celkowy system penitencjarny ukształtował się w Anglii i Stanach Zjednoczonych na przełomie XVIII i XIX w. w środowisku kwakrów. To oni, po długim okresie prób, założyli w 1829 wzorcowe więzienie w Cherry Hill Penitentiary. System zaprowadzony w więzieniu nazwano celkowym lub pensylwańskim i polegał na całkowitej izolacji więźniów. Więźniowie osadzeni byli w pojedynczych celach, bez możliwości kontaktów ze sobą nawzajem oraz ze światem zewnętrznym. Również spożywanie posiłków, praca i spacery wykonywane były w izolacji. System celkowy spotkał się z dużym zainteresowaniem i w tym systemie zorganizowano wiele więzień na całym świecie. Pojawiły się jednak również głosy krytyczne wobec takiej organizacji kary pozbawienia wolności. Problemem były wysokie koszty budowy, organizacji i prowadzenia takiego zakładu karnego. Zauważono też, że taki reżim więzienny jest bardzo surowy. Absolutna izolacja powodowała problemy psychiczne wielu więźniów, apatię oraz bardzo dużą liczbę samobójstw.
Problemy związane z systemem pensylwańskim doprowadziły do prób jego reformy i stworzenia w latach 1821–1823 odmiennego systemu penitencjarnego systemu milczenia (czasami systemy pensylwański i system milczenia traktowane są jako odmiany systemu celkowego). Obydwa systemy były w pierwszej połowie XIX w. traktowane jako konkurencyjne formy zakładów penitencjarnych. Koniec systemu celkowego w więziennictwie to lata 60. XIX w., choć izolacja w indywidualnych celach nadal stosowana jest wobec wybranych więźniów lub jako środek dyscyplinujący.

### System milczenia (auburnski)

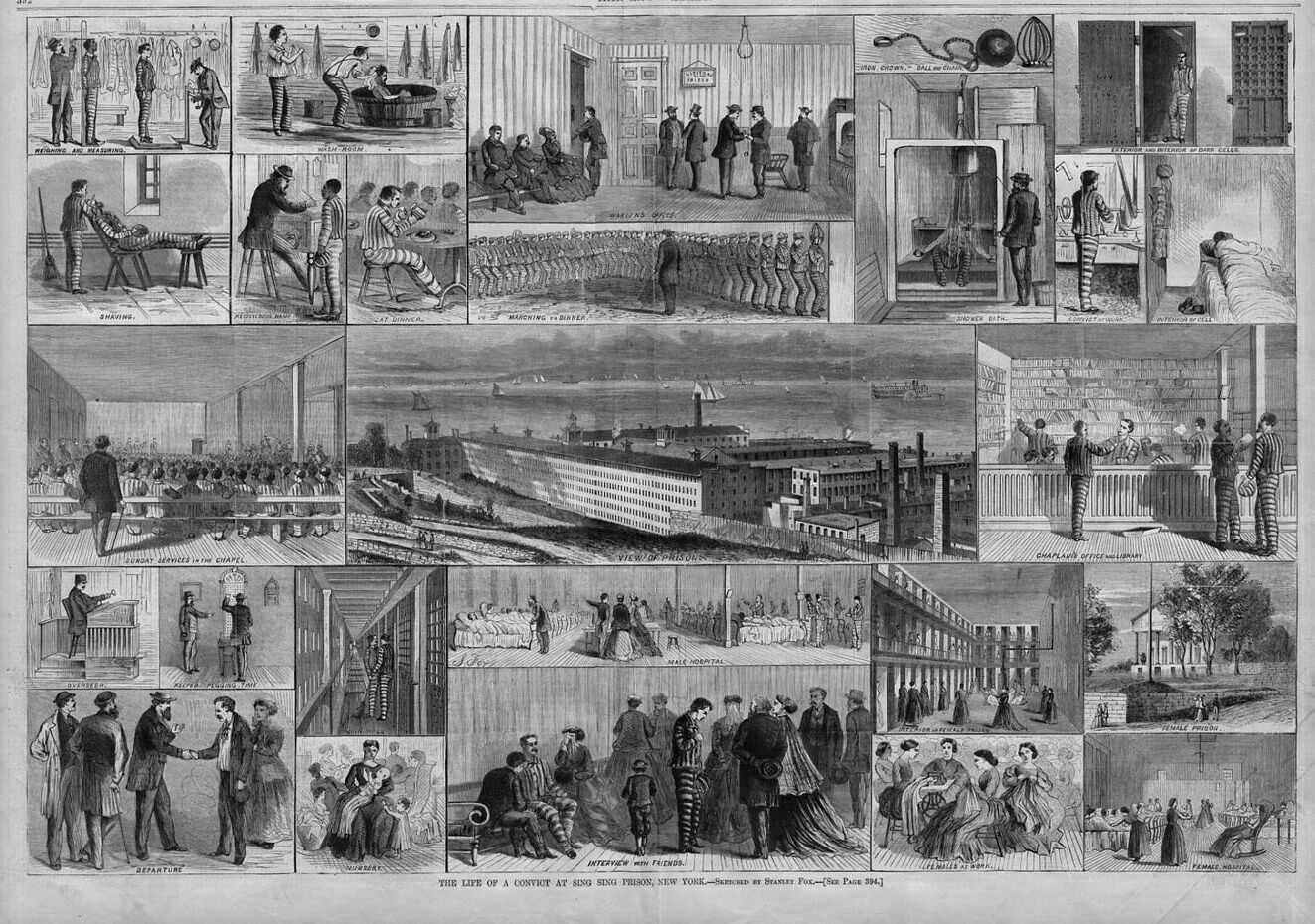
Życie więźniów w Sing Sing, zorganizowanego w systemie milczenia (1867).

Odmiana auburnska powstała w więzieniu w Auburn w latach 1821-1831. System ten oparty był na izolacji więźniów jedynie w nocy. W dzień wykonywali oni wspólnie pracę i spożywali posiłki, jednak obowiązywał zakaz porozumiewania się (stąd system ten nazywany jest też systemem milczenia).  
Podobnie jak system celkowy, system milczenia oparty był na klasycznej szkole kryminologii, w której podstawowym celem pozbawienia wolności było karanie za popełnione przestępstwo, ciężka praca i pokuta.  System auburnski oparty był na izolacji więźniów w indywidualnych celach jedynie w nocy. W dzień przebywali oni we wspólnych pomieszczeniach: jadalni, spacerniaku, świetlicy, warsztacie. Tam wykonywali wspólnie pracę i spożywali posiłki. W niedzielę nie pracowali, lecz uczęszczali na nabożeństwo w kaplicy, po czym wracali do cel, gdzie mieli się oddawać czytaniu Biblii. Więźniowie ubrani byli w specjalne uniformy - pasiaki.
Więźniowie mogli się stykać między sobą, jednak zabroniona była wszelka komunikacja. W celu przeciwdziałania demoralizacji obowiązywał ich jednak całkowity zakaz porozumiewania się. Wprowadzono uniformy więzienne (pasiaki i specjalny rodzaj przemarszu więźniów w kolumnie (lockstep). System milczenia stosowany był dłużej od systemu celkowego (do początków XX w.)

### System progresywny
W drugiej połowie XIX w. w Anglii i Irlandii ukształtował się system progresywny. System ten był oparty na koncepcjach kryminologicznych szkoły pozytywnej, zakładającej, że zachowania przestępcze są spowodowane przez splot czynników psychospołecznych i wykonywanie kary więzienia powinno prowadzić do przywrócenia osadzonych społeczeństwu. Prekursorem tego systemu był system klasyfikacji zaprowadzony w więzieniu w Genewie (1833), gdzie więźniów pogrupowano według ich cech (wiek, stan moralny, rodzaj i ciężar kary), a następnie uzależniono sposób odbywania kary od rokowań i w celu zapobieżenia demoralizacji. System progresywny ukształtował się w dwóch wersjach. Wersja angielska została stworzona przez Alexandra Maconochiego i dotyczył więźniów deportowanych do kolonii karnych (na początku wyspa Norfolk w Australii). Odbywanie kary podzielono na trzy etapy, a przechodzenie pomiędzy nimi zależało od zachowania więźnia. Pierwszym była izolacja więźnia w celach (jak w systemie pensylwańskim), drugim było wykonywanie ciężkich prac fizycznych w którym więźniowie byli nagradzani za postępy w pracy, trzecim było warunkowe zwolnienie otrzymywane za dobre zachowanie i pracę. W wersji irlandzkiej systemu progresywnego (stworzonej przez Waltera Croftona, 1854) okres kary podzielony był na cztery etapy, podzielone z kolei na fazy, o zmniejszającym się rygorze odbywania kary: od prac ciężkich, wykonywanych w samotności i w surowych warunkach, aż do coraz lepszych warunków, lżejszych i ciekawszych prac, powrocie do kontaktów z innymi ludźmi, aż do częściowego powrotu do kontaktów ze społeczeństwem.

### Dalszy rozwój systemów penitencjarnych
Na bazie systemu progresywnego, w kolejnych dekadach, tworzono (przede wszystkim w Stanach Zjednoczonych i Anglii) inne systemy penitencjarne: system regresywny (gdzie więzień zaczynał od najlepszych warunków i najmniejszego rygoru, a w razie złego zachowania jego sytuacja ulegała pogorszeniu), system reformatoriów (Stany Zjednoczone, ich celem było dążenie do wychowania więźnia), zakłady borstalskie (dążenie do wychowania nieletnich więźniów, po początkowym okresie ciężkiej pracy fizycznej, więzień przechodził do zmniejszonego rygoru w przestrzeni pozbawionej oznak więzienia i przypominającej normalne życie).
Współcześnie, w większości krajów (także w Polsce) systemy penitencjarne oparte są na doświadczeniach związanych z systemem  progresywnym i ucieleśniające zasady wolnej progresji  i indywidualizacji postępowania ze skazanym.  
Zasada wolnej progresji (w polskim prawie uregulowana przez art. 89 kkw.) oznacza, że sytuacja i los więźnia zależne są od jego zachowania i przestrzegania norm zakładu karnego. Postawa więźnia podlega ocenie i wpływa na sposób jego traktowania. Pozwala także na zmianę sposobu odbywania kary, np. z zakładu typu zamkniętego do półotwartego lub otwartego. Negatywna ocena postawy pociąga za sobą surowszy nadzór, zmianę sposobu odbywania kary na zakład o większym rygorze.

## System więzienny w Polsce
W polskim systemie penitencjarnym jest 87 zakładów karnych oraz 34 oddziały zewnętrzne zakładów karnych różnego typu, na które łącznie przypada około 83 tys. miejsc więziennych. Osadzonych jest ok. 81 tys., a oczekujących na osadzenie 30 tys. W polskich więzieniach jest więc przestrzegane prawo minimum 3 m² w celi na osadzonego. (dane z grudnia 2011 r.).
Rocznie zakłady karne w Polsce opuszcza około 90 tys. osób, średnio w miesiącu 7650 osób, a przyjmowanych jest około 7400 skazanych. Problemem są narkomani, którzy na leczenie w specjalnym zakładzie muszą czekać nawet 2 lata.
Oprócz kary pozbawienia wolności polskie ustawodawstwo przewiduje inne środki walki z przestępczością: karę ograniczenia wolności i dozór kuratora.